# راه ستون پشتی-نوار داخلی
راه ستون پشتی-لمنیسکوس داخلی (به انگلیسی: Dorsal Column–Medial Lemniscus Pathway) (به اختصار DCML) یا راه ستون خلفی-لمنیسکوس داخلی (PCML) همانند راه نخاعی-تالاموسی یک راه حسی در دستگاه عصبی مرکزی است. این راه حس‌های مکانیکی را انتقال می‌دهد. راه ستون پشتی بیشتر مربوط به ارسال پیام‌ها از گیرنده‌های حسی با تطابق سریع است. این راه در درک وضعیت و حالت بخش‌های مختلف بدن نسبت به یکدیگر نقش دارد. ستون پشتی، اطلاعات حس عمقی را که مربوط به تحریک اندام‌های داخلی بدن است (به غیر از حس احشاء) به دستگاه عصبی مرکزی گزارش می‌دهد. اطلاعات حس عمقی مربوط به اطلاعات حاصل از گیرنده‌های موجود در ماهیچه‌ها، مفاصل، رباط‌ها، تاندون‌ها، کپسول مفصلی و فاشیا است که در درک موقعیت و حس حرکت نقش دارند.

## حس‌ها
حس‌هایی که در راه ستون پشتی-نوار داخلی انتقال می‌یابند درارتباط با حواس مکانیکی است که عبارتنداز:
- لمس دقیق
- لمس عمقی
- حس وضعیت (Position sense)
- حس حرکت (Kinesthesia)

ستون خلفی در مقایسه با راه نخاعی-تالاموسی (راه انتقال حس‌های درد، حرارت و لمس غیر دقیق)، جدیدتر و تکامل یافته تر است. رشته‌های ستون خلفی به علت قطر بیشتر، سرعت بیشتری نسبت به راه نخاعی-تالاموسی در انتقال پیام‌های عصبی دارند. در دستگاه نخاعی-تالاموسی، بیشتر احساس‌ها ازنظر شدت فقط در ۱۰ الی ۲۰ نوع قابل تشخیص هستند، ولی برای دستگاه ستون خلفی تا ۱۰۰ نوع هم امکان‌پذیر است.

## مسیر آناتومیکی
پیام‌های حسی راه ستون پشتی-نوار داخلی از طریق هسته‌های کونئاتوس و گراسیلیس در بصل النخاع به تالاموس و سپس به قشر مغز در ناحیه آهیانه ارسال می‌گردند. یک موضوع جالب و حیرت انگیز درارتباط با این راه، طول زیاد برخی از نورون‌های یک قطبی آن است که از کف پا تا هسته گراسیلیس امتداد یافته‌اند (حدود ۱۵۰ سانتی‌متر یا ۵ فوت).
رشته‌ها از هسته‌های کونئاتوس و گراسیلیس یک مسیر قوسی را طی می‌کنند که در اینجا به نام رشته‌های قوسی درونی (Internal arcuate fibers) نامیده می‌شوند. این رشته‌های اخیر از خط میانی گذشته و با رشته‌های طرف مقابل تقاطع می‌کنند (در بصل النخاع) و سپس در ساقه مغز تحت عنوان نوار داخلی (Medial lemniscus) به طرف تالاموس صعود می‌کنند. در نهایت از طریق کپسول داخلی از تالاموس به لوب آهیانه در قشر مغز می‌روند (مثلاً نواحی حسی اولیه و ثانویه).

### لمس دقیق
اولین نورون‌ها وارد نخاع شده و در طناب خلفی به دو گروه تقسیم می‌گردند:
- رشته‌های کوتاه نزولی
- رشته‌های بلند صعودی

#### مسیر رشته‌های کوتاه نزولی
این رشته‌ها در نخاع پایان می‌یابند. دومین نورون‌ها در طناب خلفی و طناب خلفی خارجی صعود کرده که به هسته‌های کونئاتوس و گراسیلیس بصل النخاع ختم می‌گردند.

#### مسیر رشته‌های بلند صعودی
این رشته‌ها در طناب خلفی به راه خود ادامه داده و در هسته‌های کونئاتوس و گراسیلیس پایان می‌یابند (به عنوان اولین نورون). رشته‌هایی که وارد هسته کونئاتوس می‌گردند مربوط به اندام فوقانی و قسمت نیمه فوقانی تنه هستند (ازطریق فاسیکولوس کونئاتوس). هسته گراسیلیس، رشته‌های اندام تحتانی و نیمه تحتانی تنه را دریافت می‌کند (به وسیله فاسیکولوس گراسیلیس).

### حس عمقی
حس عمقی (پروپریوسپشن) به دو صورت است:
- حس عمقی خودآگاه (ادراکی)
- حس عمقی ناخودآگاه (غیر ادراکی)

#### حس عمقی خودآگاه (ادراکی)
این مسیر برای اندام‌های فوقانی و تحتانی یکسان نیست. مسیر حس عمقی خودآگاه در نهایت به تالاموس و سپس به ناحیه آهیانه در قشر مغز است.

##### حس عمقی خودآگاه اندام فوقانی
مسیر حس عمقی برای اندام فوقانی، راه ستون خلفی-نوار داخلی است. آوران‌های اولیه از دوک‌های عصبی-ماهیچه‌ای و کپسول‌های مفصلی از طریق طناب کونئاتوس به هسته کونئاتوس در بصل النخاع می‌روند. دومین نورون از هسته کونئاتوس پس از تقاطع در بصل النخاع تحت عنوان نوار داخلی (لمنیسکوس داخلی) به تالاموس سیر می‌کنند. نورون سوم از تالاموس خارج شده و در قشر مغز (ناحیه آهیانه) پایان می‌یابد.

##### حس عمقی خودآگاه اندام تحتانی
ابتدا آوران‌های اولیه از دوک‌های عصبی-ماهیچه‌ای و کپسول‌های مفصلی به هسته کلارک (Clarcke's nucleus) در ماده خاکستری نخاع می‌روند. نورون‌های درجه دوم، راه نخاعی-مخچه‌ای پشتی را تا بصل النخاع ادامه می‌دهند، ولی به هسته Z رفته که این هسته نسبت به هسته گراسیلیس کمی جلوتر و بالاتر قرار گرفته‌است. سپس همانند رشته‌های هسته‌های گراسیلیس و کونئاتوس پس از تقاطع در بصل النخاع تحت عنوان نوار داخلی به تالاموس و در پایان به قشر آهیانه‌ای مغز می‌روند.

#### حس عمقی ناخودآگاه (غیر ادراکی)
این مسیری است که پیام‌ها از گیرنده‌های حس عمقی به مخچه می‌روند. در این مسیر، دومین نورون در مخچه خاتمه می‌یابد. راه حس عمقی ناخودآگاه شامل دو راه است:
- راه اسپاینوسربلار خلفی (راه نخاعی-مخچه‌ای پشتی). نورون اول در نخاع بوده (یعنی در هسته کلارک) که در آنجا با دومین نورون سیناپس می‌دهد. نورون اخیر در مخچه پایان می‌یابد. پیام‌های حسی این مسیر در ارتباط با اندام تحتانی و ناحیه تحتانی تنه‌است.
- راه کونئوسربلار. این راه پیام‌های ورودی مربوط به اندام فوقانی و قسمت فوقانی تنه را به مخچه انتقال می‌دهد (ازطریق هسته فرعی کونئیت).

با توجه به اینکه دو راه نخاعی-مخچه‌ای پشتی و کونئوسربلار غیر متقاطع هستند، بنابراین به نیمکره مخچه‌ای همان طرف می‌روند. بر این اساس، برخلاف قشر حرکتی مغز که حرکات طرف مقابل بدن را کنترل می‌کند، هر نیمکره مخچه‌ای در تنظیم حرکات همان سمت نقش دارد. مخچه از طریق راه‌های فوق در هر لحظه در جریان وضعیت و حالت قسمت‌های مختلف بدن قرار می‌گیرد.